# Höhenland
Höhenland este o comună din județul Märkisch-Oderland, Brandenburg, Germania.